# Glückliche Inseln

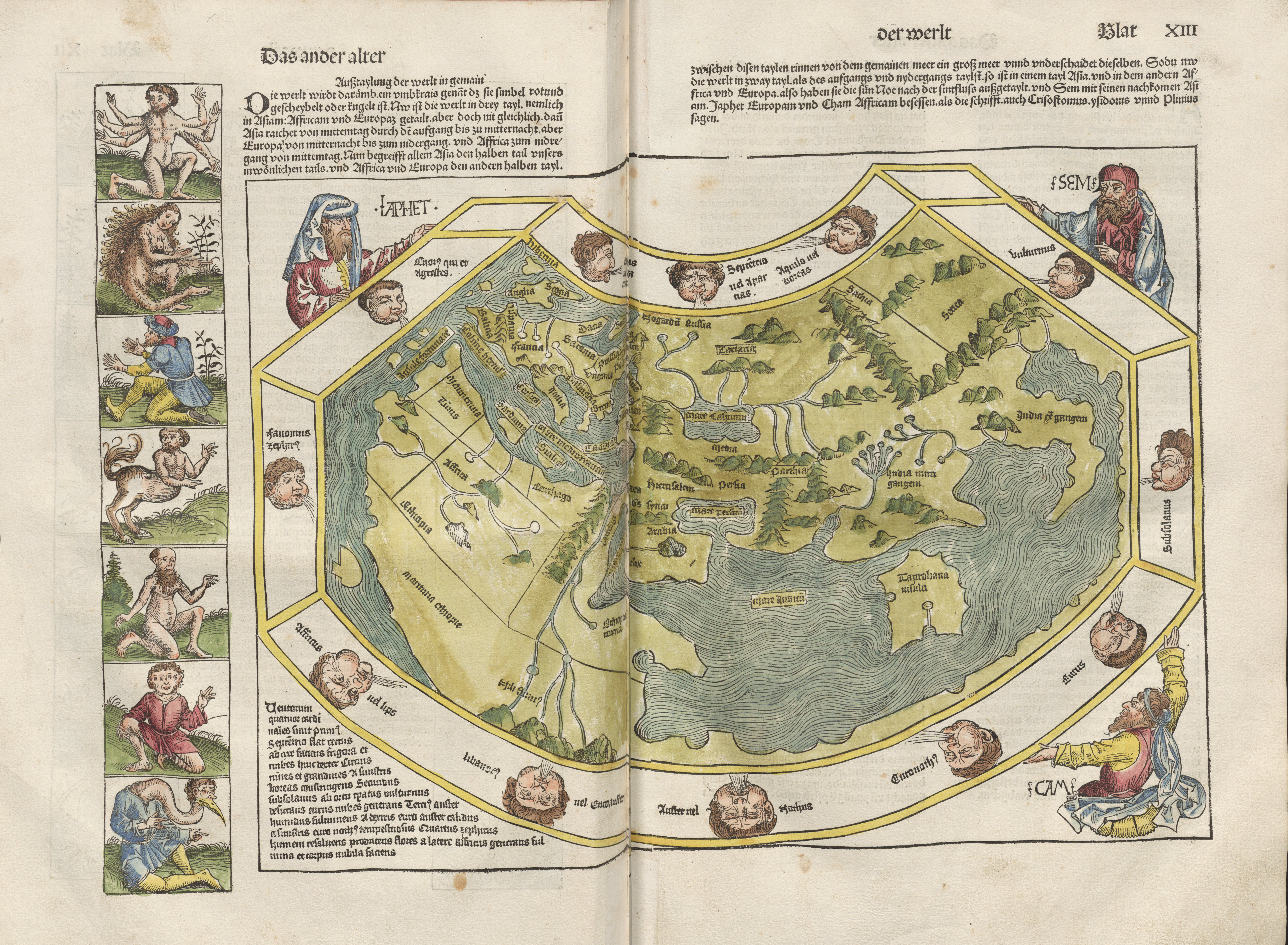
Schedel, 1493

Die Glücklichen Inseln (griechisch μακάρων νῆσοι makárōn nḗsoi, wörtlich Inseln der Seligen) war die Bezeichnung einer Inselgruppe, die in den griechischen und keltischen Mythologien beschrieben waren. Der griechische Dichter Hesiod beschrieb sie als den Ort des Elysions, an den die Götter die Seelen von Helden und Begünstigten nach deren Tode aufnehmen. Man glaubte, diese Inseln lägen im westlichen Ozean nahe dem Fluss Okeanos. Heute werden Madeira, die Azoren, die Kanaren und Kap Verde als mögliche Interpretation angenommen. In der Biogeographie werden sie gemeinsam mit dem aus der griechischen Bezeichnung abgeleiteten Begriff Makaronesien zusammengefasst.
Die ungenaue lateinische Übersetzung „insulae fortunatae“ („glückliche/selige Inseln“) führte wahrscheinlich zu der deutschen Formulierung „Glückliche Inseln“.